# Hans Münstermann
Lutgardus Johannes (Hans) Münstermann (Arnhem, 16 juni 1947) is een Nederlandse schrijver.
Zijn literaire romans gaan over het wel en wee van de babyboomer Andreas Klein. Dit fictieve personage is de zoon van een Duitser en een Nederlandse die zijn getrouwd op 10 mei 1940, de dag waarop Duitsland onder andere Nederland binnenviel, waarmee voor laatstgenoemd land de Tweede Wereldoorlog begon. Vanwege de generatieschets worden de romans ook wel generatieromans genoemd. Münstermann won in 2006 met "De Bekoring", het vijfde boek uit deze reeks, de AKO Literatuurprijs. Opmerkelijk is dat hij met hetzelfde boek ook stond genomineerd op de shortlist 2006 van de Gouden Doerian, de prijs voor de slechtste Nederlandse literaire roman.
Daarnaast vormde Münstermann een aantal jaren een schrijversduo met Jacques Hendrikx. Ze hanteerden daarbij het gezamenlijk pseudoniem Jan Tetteroo. Hun romans spelen zich af tegen de achtergrond van allerlei maatschappelijke onderwerpen uit het einde van de 20e eeuw waarbij soms ook een duik in het verleden wordt genomen.
Hij is getrouwd met actrice Marina Duvekot.